# Constanțiu al II-lea
Constanțiu al II-lea (Constantinus Flavius Iulius), (n. 7 august 317 d.Hr., Sirmium⁠(d), Panonia, Imperiul Roman – d. 3 noiembrie 361 d.Hr., Cilicia, Turcia), împărat roman (337-361), a fost cel de-al doilea fiu al lui Constantin cel Mare și al Faustei.

## Biografie
S-a născut în Sirmium (oraș în Illyricum). A fost ridicat în 324 la rangul de cezar, apoi în 337, la moartea tatălui său, împreună cu cei doi frați ai săi, Constant și Constantin al II-lea, la cel de augustus, încredințându-i-se guvernarea Orientului, Egiptului și Traciei. Constanțiu a purtat un lung război împotriva Persiei (337-361), încheiat fără ca o tabără să poată dobândi un succes decisiv.
El i-a succedat lui Constantin pe partea bizantină din Imperiu și a fost creștin arian, sau mai precis spus, semi-arian (o poziție care accepta un compromis între arianism și trinitarism).
După moartea lui Constant (350), Constanțiu a organizat o campanie împotriva lui Flavius Magnus Magnentius și, înfrângându-l în bătăliile de la Mursa (351) și Mons Seleuci (353), a devenit împărat al întregului Imperiu Roman. Domnia sa este cunoscută pentru reformele religioase. Adept al creștinismului, Constanțiu a luat numeroase măsuri împotriva păgânismului precum închiderea multor temple și interzicerea jertfelor către zei și practicarea magiei. Cu toate acestea, împăratul susținea învățătura ariană, intrând astfel deseori în conflict cu Biserica. Episcopul din Alexandria, Atanasie, l-a numit chiar Antihrist. De-a lungul domniei sale, Constanțiu a convocat mai multe concilii locale în încercarea de a reconcilia doctrina eretică ariană cu cea niceeană. Tot el a emis mai multe edicte pentru persecutarea evreilor.
A murit la Tarsos, în Cilicia, în drum spre Occident, unde trupele din Gallia îl proclamaseră împărat pe Iulian Apostatul. Modest ca inteligență, suspicios, crud, superstițios, Constanțiu rămâne totuși cel mai capabil dintre fiii lui Constantin cel Mare.